# ریوا پرسو چیری
ریوا پرسو چیری (به ایتالیایی: Riva presso Chieri) یک کومونه در ایتالیا است که در استان تورین واقع شده‌است.

## خصوصیات
ریوا پرسو چیری ۳۵٫۸ کیلومترمربع مساحت و ۴٬۲۳۹ نفر جمعیت دارد و ۲۶۲ متر بالاتر از سطح دریا واقع شده‌است.